# Vanuatu az 1992. évi nyári olimpiai játékokon
Vanuatu a spanyolországi Barcelonában megrendezett 1992. évi nyári olimpiai játékok egyik részt vevő nemzete volt. Az országot az olimpián 1 sportágban 6 sportoló képviselte, akik érmet nem szereztek.

## Atlétika
Férfi
| Versenyző        | Versenyszám | Előfutam         | Előfutam         | Előfutam         | Negyeddöntő | Negyeddöntő | Negyeddöntő | Elődöntő | Elődöntő | Elődöntő | Döntő   | Döntő    |
| Versenyző        | Versenyszám | Idő              | Hely.            | Össz.            | Idő         | Hely.       | Össz.       | Idő      | Hely.    | Össz.    | Idő     | Helyezés |
| ---------------- | ----------- | ---------------- | ---------------- | ---------------- | ----------- | ----------- | ----------- | -------- | -------- | -------- | ------- | -------- |
| Fletcher Wamilee | 100 m       | 11,41            | 8.               | 74.              | kiesett     | kiesett     | kiesett     | kiesett  | kiesett  | kiesett  | kiesett | kiesett  |
| Fletcher Wamilee | 200 m       | nem állt rajthoz | nem állt rajthoz | nem állt rajthoz | kiesett     | kiesett     | kiesett     | kiesett  | kiesett  | kiesett  | kiesett | kiesett  |
| Baptiste Firiam  | 400 m       | 48,98            | 7.               | 61.              | kiesett     | kiesett     | kiesett     | kiesett  | kiesett  | kiesett  | kiesett | kiesett  |
| Baptiste Firiam  | 800 m       | 1:57,96          | 7.               | 53.              |             |             |             | kiesett  | kiesett  | kiesett  | kiesett | kiesett  |
| Ancel Nalau      | 1500 m      | 4:13,88          | 13.              | 46.              |             |             |             | kiesett  | kiesett  | kiesett  | kiesett | kiesett  |
| Tawai Keiruan    | 5000 m      | 15:27,46         | 13.              | 53.              |             |             |             |          |          |          | kiesett | kiesett  |

Női
| Versenyző           | Versenyszám | Előfutam | Előfutam | Előfutam | Negyeddöntő | Negyeddöntő | Negyeddöntő | Elődöntő | Elődöntő | Elődöntő | Döntő   | Döntő    |
| Versenyző           | Versenyszám | Idő      | Hely.    | Össz.    | Idő         | Hely.       | Össz.       | Idő      | Hely.    | Össz.    | Idő     | Helyezés |
| ------------------- | ----------- | -------- | -------- | -------- | ----------- | ----------- | ----------- | -------- | -------- | -------- | ------- | -------- |
| Mary-Estelle Kapalu | 400 m       | 55,75    | 7.       | 38.      | kiesett     | kiesett     | kiesett     | kiesett  | kiesett  | kiesett  | kiesett | kiesett  |
| Mary-Estelle Kapalu | 400 m gát   | 1:00,97  | 7.       | 26.      |             |             |             | kiesett  | kiesett  | kiesett  | kiesett | kiesett  |
| Andrea Garae        | 800 m       | 2:28,61  | 7.       | 33.      |             |             |             | kiesett  | kiesett  | kiesett  | kiesett | kiesett  |